# Zoo Rabat
Koordinaten: 33° 57′ 19,1″ N, 6° 53′ 39,7″ W

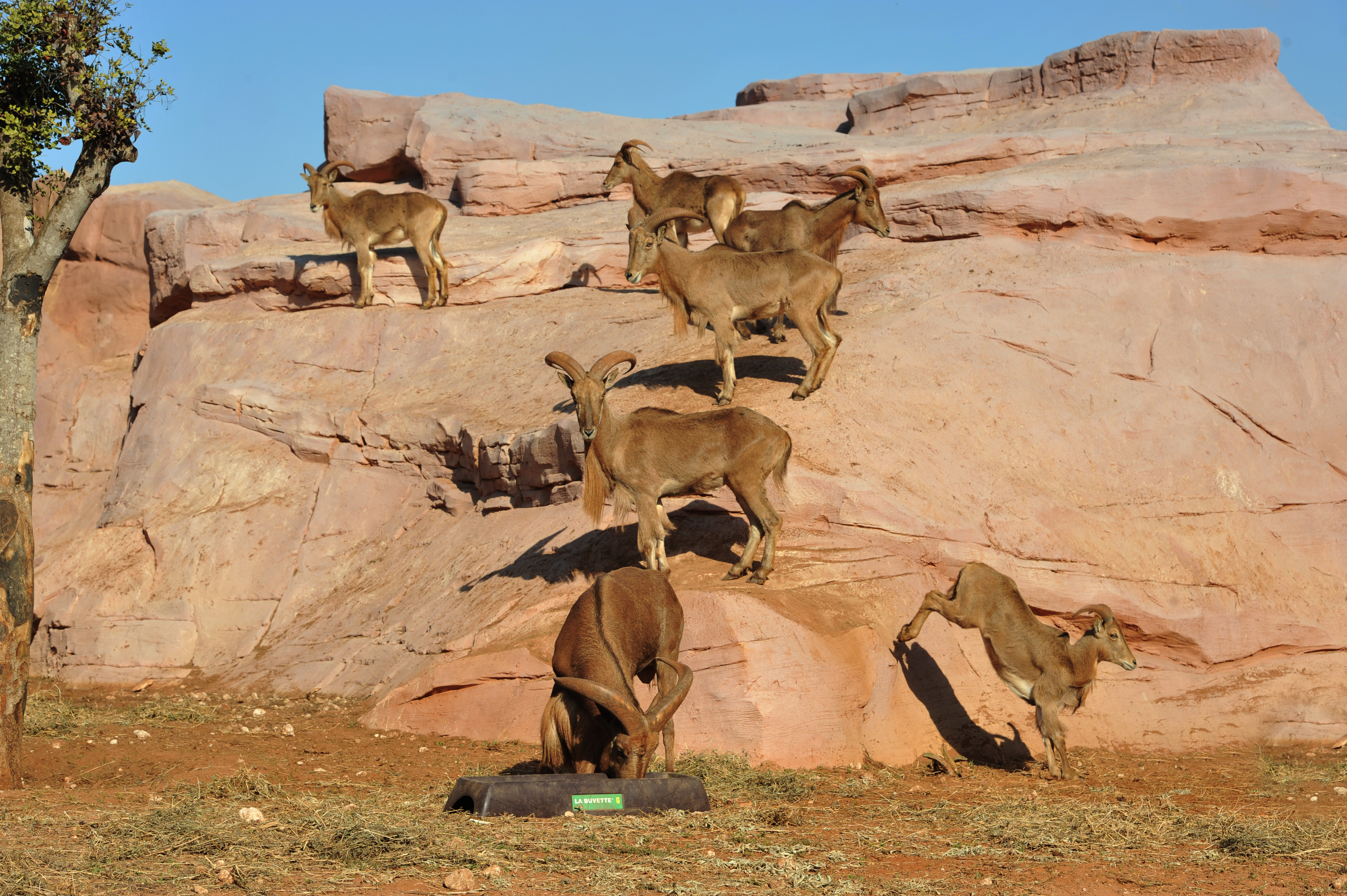
Berberschafe (Ammotragus lervia) auf einer Naturfelsenfreianlage

Der Zoo Rabat, auch Jardin Zoologique de Rabat oder Zoologischer Park Rabat, ist der Zoo von Rabat in Marokko, der 2012 auf einer Fläche von 27 Hektar als Nachfolger des Temara Zoos neu eröffnet wurde und von durchschnittlich 600.000 Personen pro Jahr besucht wird.

## Anlagenkonzept
Der Zoo Rabat enthält sechs Hauptsektionen, die folgendermaßen genannt werden: Atlas Mountain (Atlasgebirge), The Desert (Die Wüste), The Savannah (Die Savanne), Wetlands (Feuchtgebiete), Tropical Forest (Tropenwald) und Vivarium (Haus der Reptilien). Für Kinder ist ein spezielles Bildungszentrum für den Umgang mit Haustieren eingerichtet. Die Besucher haben auch die Möglichkeit, sich in einem Museum im Zoo über die paläontologische Entwicklung und die Entfaltung der Tierwelt in Marokko seit dem Ende des Tertiärs zu informieren.

## Tierbestand und Arterhaltungsprogramme
Im Zoo Rabat werden rund 2000 Tiere in 190 Arten gehalten. Es handelt sich dabei in erster Linie um Wildtiere, die der afrikanischen Fauna angehören. Dadurch soll das Interesse der Besucher für die heimische Tierwelt angeregt werden. Gezeigt werden Säugetiere, Reptilien und Vögel. Es werden mehrere Zucht- und Erhaltungsprogramme bedrohter Tierarten unterstützt. Dazu zählen Berberschafe (Ammotragus lervia), Mendesantilopen (Addax nasomaculatus) sowie Waldrappe (Geronticus eremita). Die Anlagen für die Tiere sind derart konzipiert, dass sie ihren natürlichen Lebensräumen entsprechen, und enthalten teilweise üppige Naturfelsenformationen. Die  folgende Bild-Auswahl zeigt einige in Afrika heimische Tiere aus dem Bestand des Zoos der Jahre 2012 bis 2017:

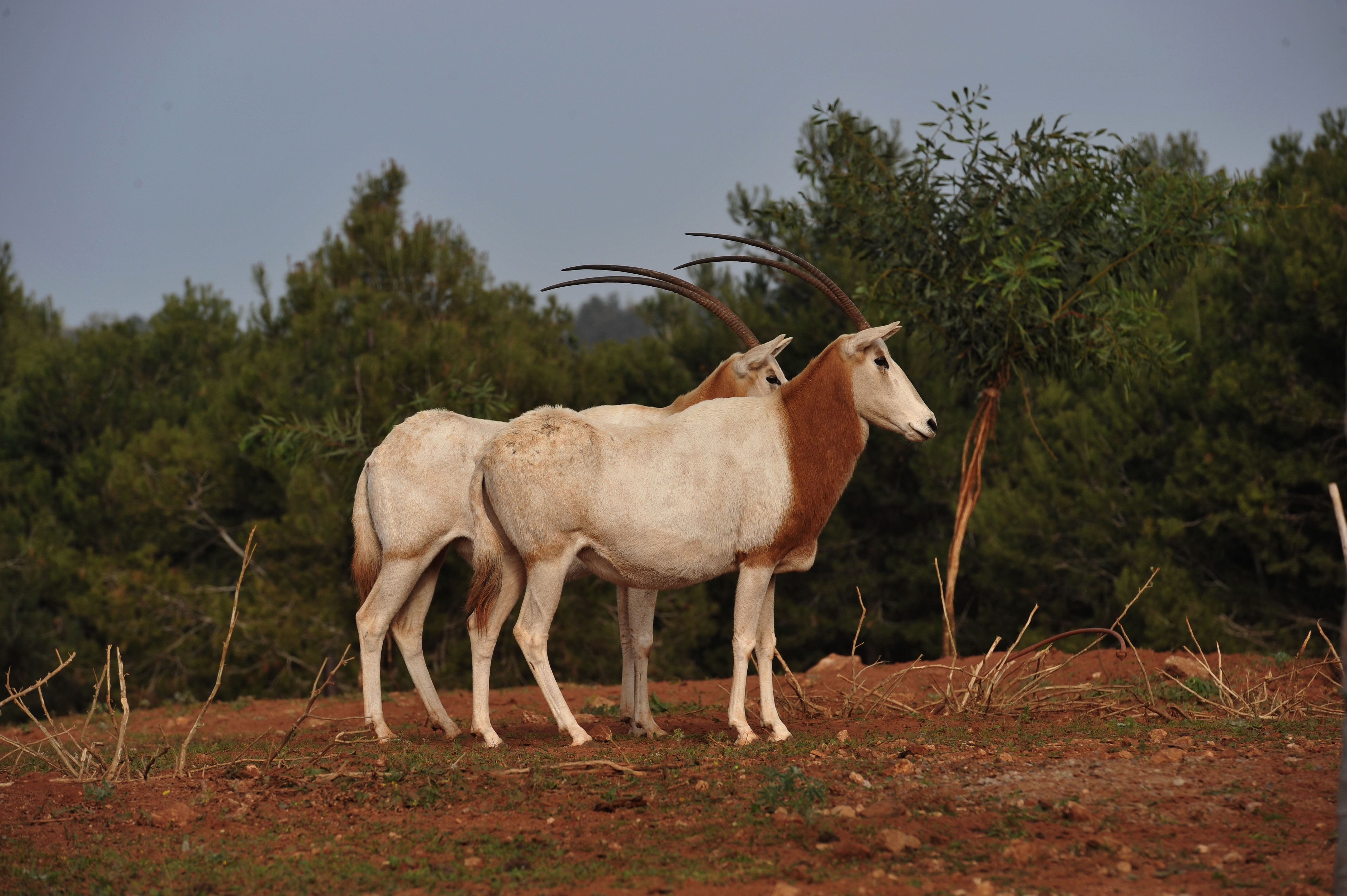
Säbelantilopen (Oryx dammah)
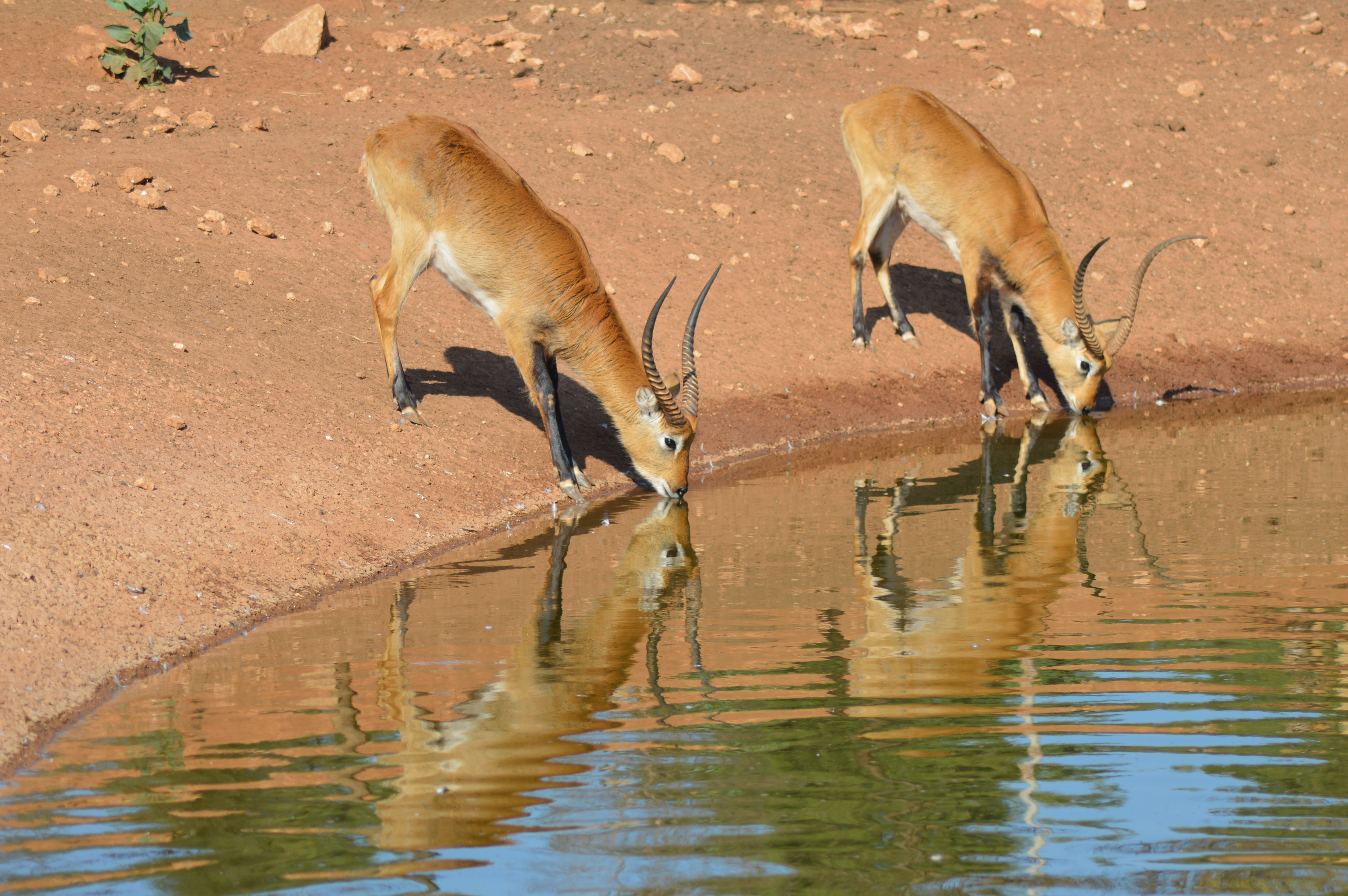
Letschwe (Kobus leche)
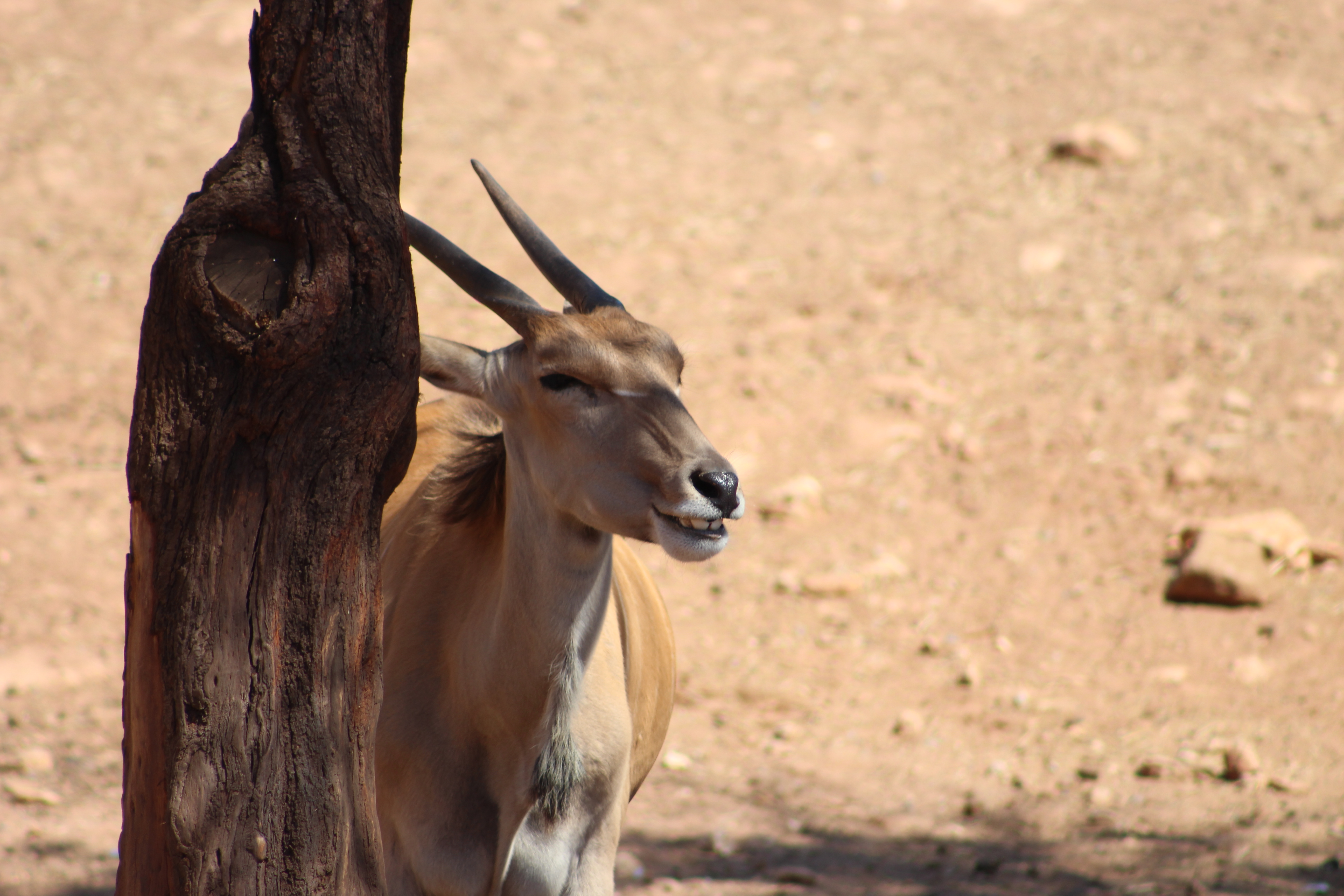
Elenantilope (Taurotragus oryx)
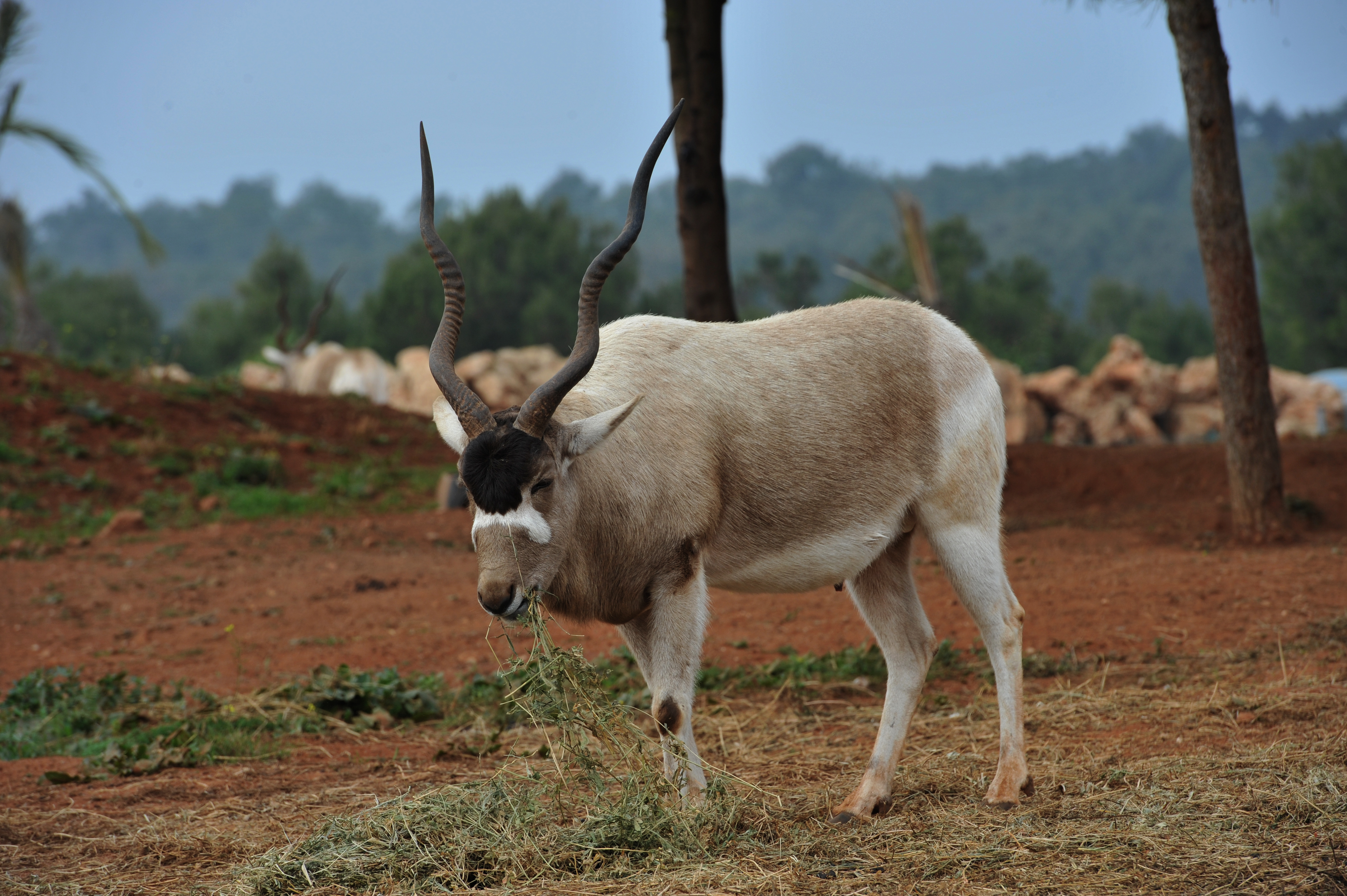
Mendesantilope (Addax nasomaculatus)
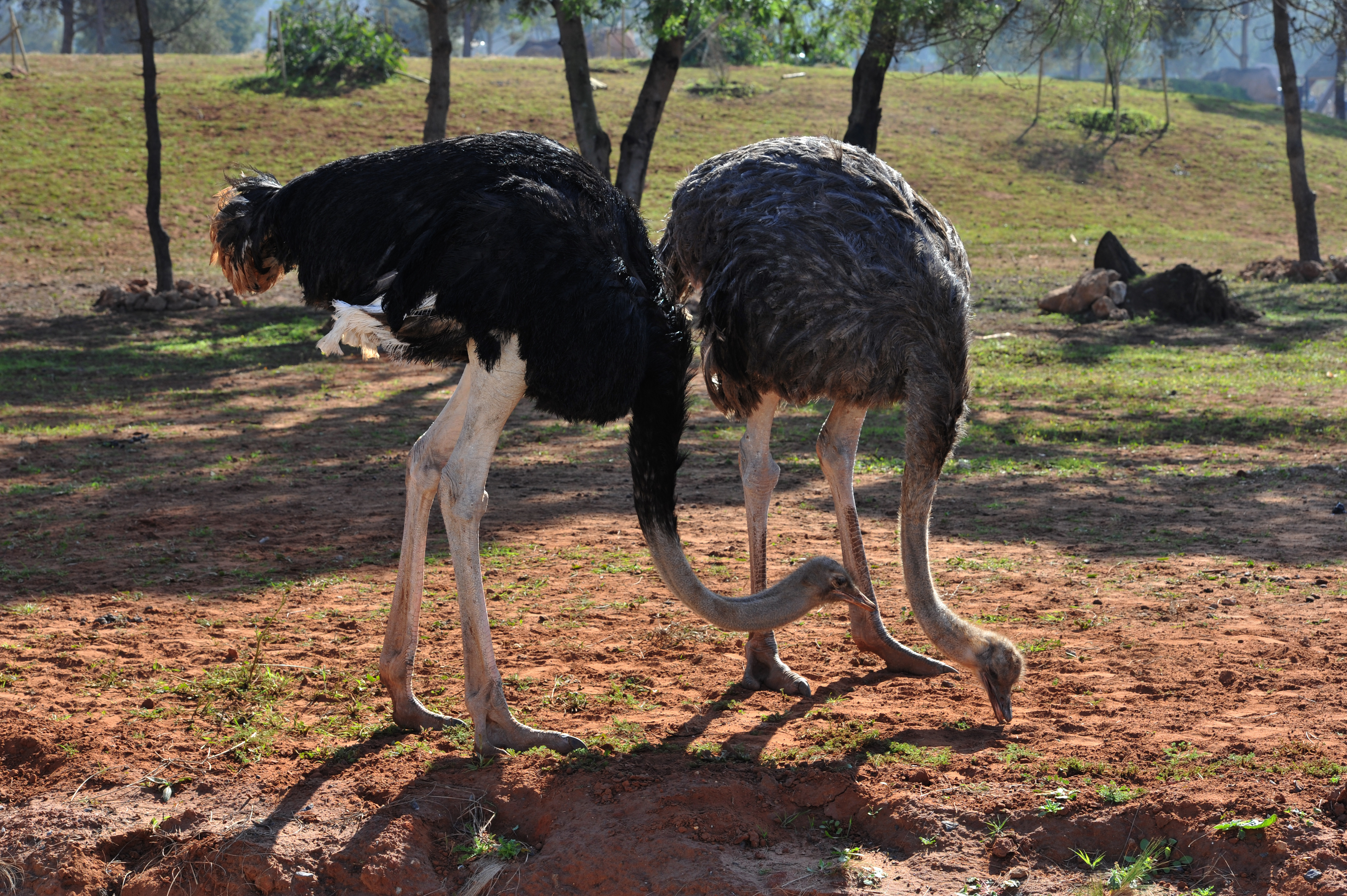
Afrikanische Strauße (Struthio camelus)
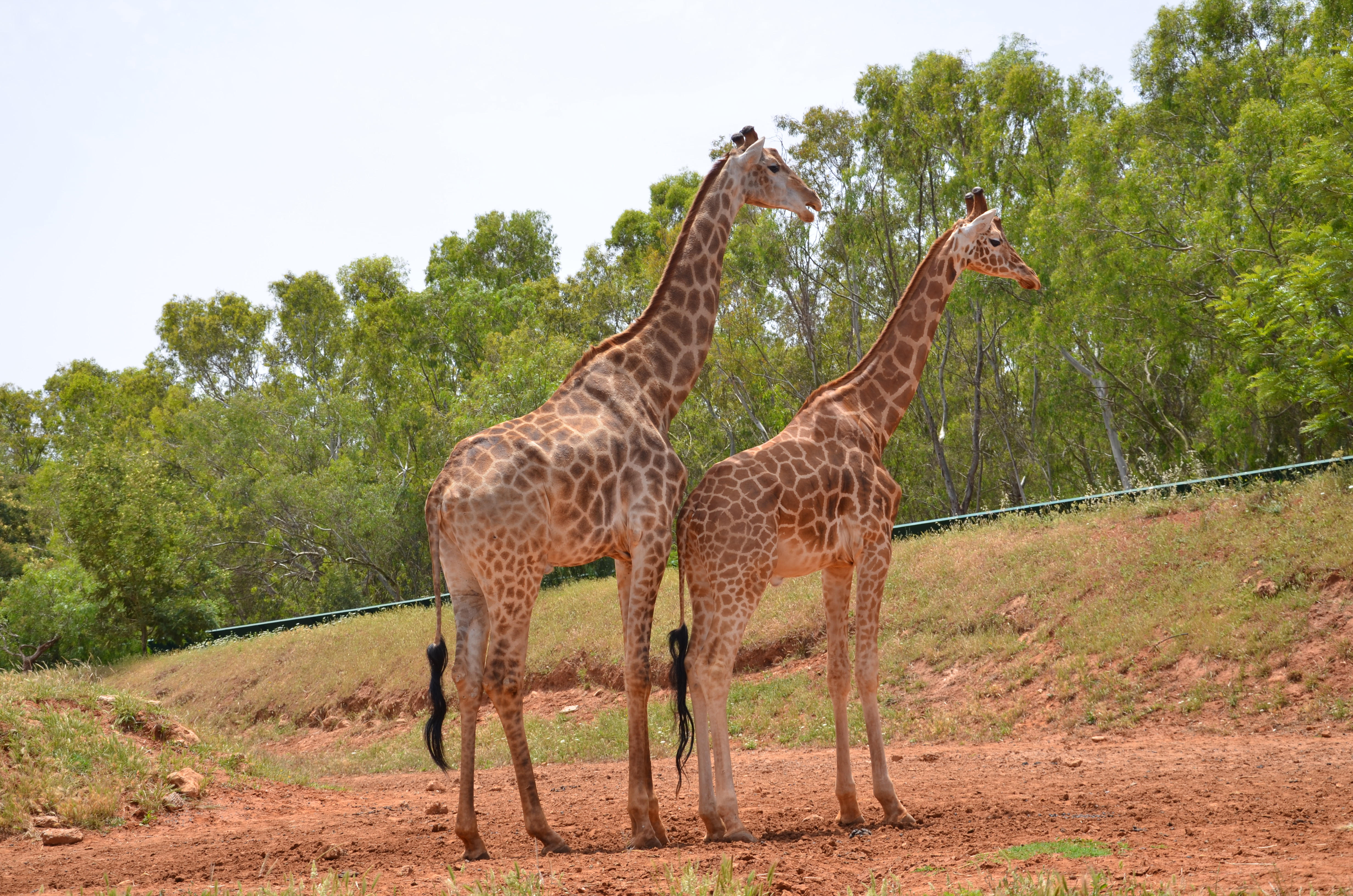
Giraffen (Giraffa)
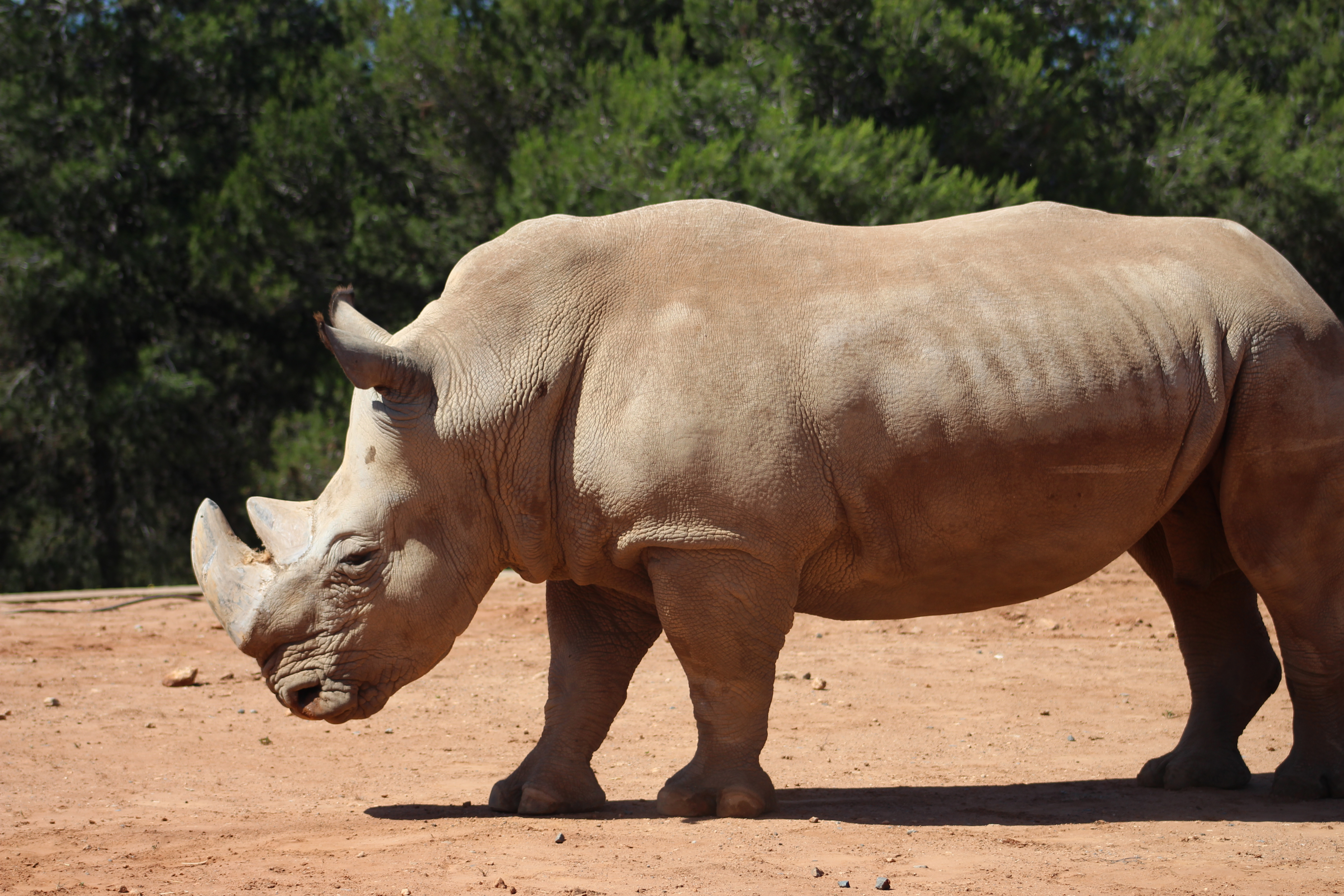
Breitmaulnashorn (Ceratotherium simum)
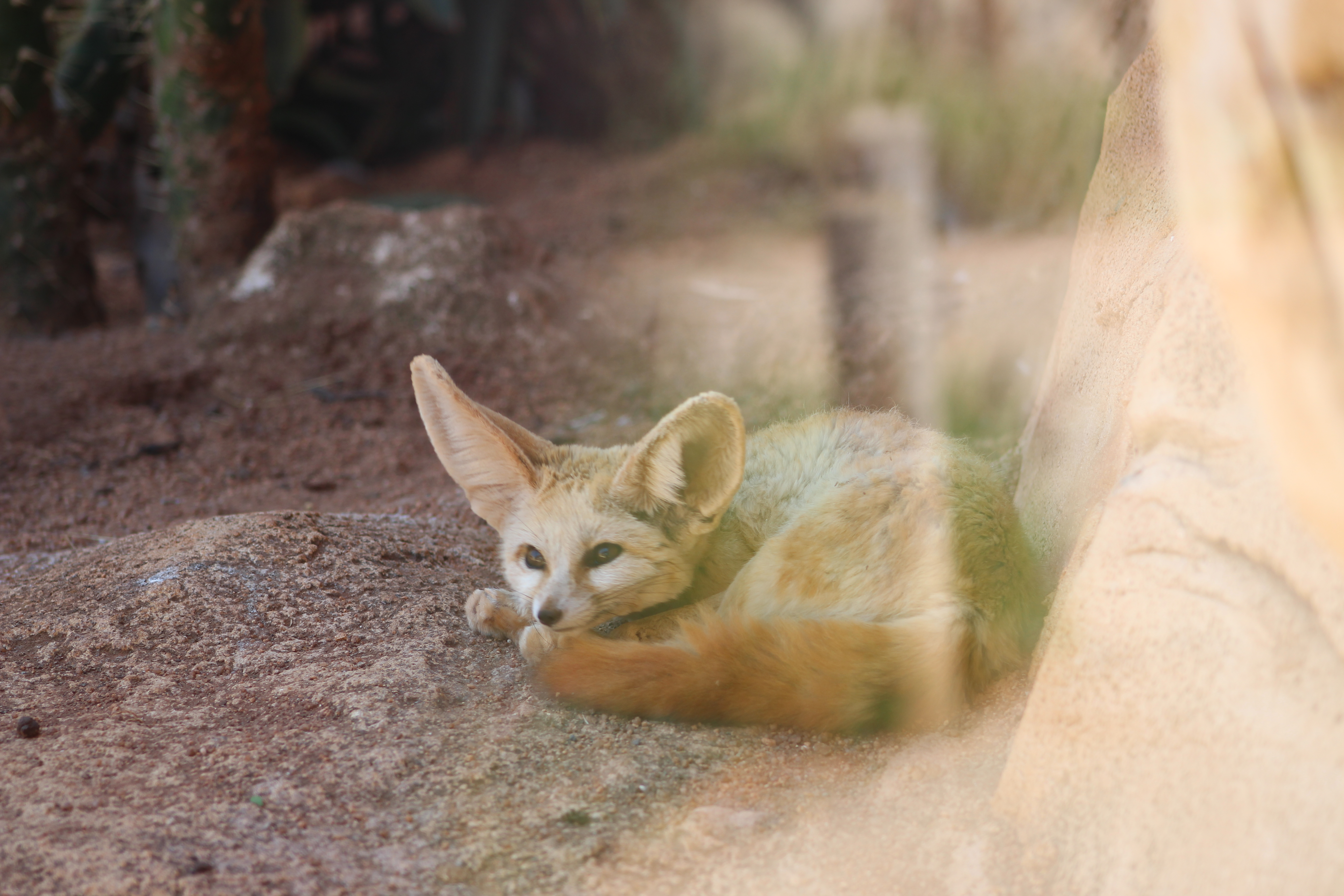
Wüstenfuchs (Vulpes zerda)

## Berberlöwen-Nachzuchtprogramm
Berberlöwen sind in freier Wildbahn ausgestorben. Im Zoo Rabat wird mit durchschnittlich 38 speziell ausgewählten Löwen versucht, Berberlöwen nachzuzüchten. Dabei handelt es sich überwiegend um Nachkommen von Löwen, die der marokkanische König Hassan II. in den 1970er Jahren für Nachzuchtprogramme zur Verfügung gestellt hatte. Es wird angestrebt, Individuen zu erzeugen, die in ihrem Aussehen und ihrer Genetik den ursprünglichen Berberlöwen nahe kommen.